# Yuber Asprilla
Yuber Alberto Asprilla Viera (Quibdó, 12 novembre 1992) è un calciatore colombiano, attaccante dell'El Farolito.

## Carriera
Ha giocato nella massima serie dei campionati colombiano e messicano.

## Palmarès

### Club

#### Competizioni nazionali
- Copa Colombia: 1

Millonarios: 2011
- Campionato colombiano: 1

Millonarios: 2012-II